# مارتن باري
مارتن باري، طبيباً بريطانياً عضو الكلية الملكية للأطباء في إدنبرة، زمالة الجمعية الملكية (مواليد 23 مارس 1802) في فراتون، بورتسموث هامبشاير، وفيات 27 إبريل1855 في بسليس سوفولك). درس مارتن باري علم الأنسجة وعلم الأجنّة. حصل على شهادة ممارسة كطبيب في إدنبرة عام 1833، ثم درس في جامعة هايدلبرغ. انتخب زميلاً في الجمعية الملكية عام 1840، تقلّد عام 1839 قلادة ملكية من الجمعية لأعماله في علم الأجنة. كان أول من اكتشف تجزئة الصفار في بويضة الثدييات. وأكد على مبدأ أن جميع الخلايا تنحدر من الخلية الأم الأصلية بانقسام النواة. من اكتشافاته الأساسية والتي نشرت في المعاملات الفلسفية للجمعية الملكية عام 1843، أن الحيوانات المنوية يمكن أن توجد داخل بويضة. الملاحظة التي نشرها باري كانت بعنوان «عن اختراق الحيوانات المنوية إلى داخل البويضة». أجريت هذه التجارب على الأرانب، وقد ألهمت نظريات ثيودور لودفيغ ويلهلم بيشوف الخاصة بالتخصيب، لكن لم يتم وصف اندماج الحيوانات المنوية والبويضة لتشكيل كيان جديد حتى جاء أوسكار هيرتفغ عام 1876 والذي أجرى تجاربه على قنافذ البحر.
كان مارتن باري رئيس الجمعية الملكية للطب في إدنبرة عام 1836.